# Euproctis nigropuncta
Euproctis nigropuncta är en fjärilsart som beskrevs av Alfred Ernest Wileman 1910. Euproctis nigropuncta ingår i släktet Euproctis och familjen tofsspinnare. Inga underarter finns listade i Catalogue of Life.